# Zbiornik Sośnie
Zbiornik Sośnie – zbiornik retencyjny na rzece Młyńska Woda, zlokalizowany w miejscowości Sośnie w powiecie ostrowskim (województwo wielkopolskie).

## Charakterystyka
Zbiornik o powierzchni 11 hektarów został zbudowany w 1980, na bazie istniejącego tu wcześniej stawu, który pogłębiono (uległ zabagnieniu). Młyńska Woda (dopływ Baryczy) przepływa obok zbiornika, a poziom wód regulowany jest dwoma jazami. Pojemność całkowita akwenu wynosi 154 000 m³, maksymalna głębokość 1,7 m, a głębokość średnia 1,4 m. Zbiornik wykorzystywany jest do retencji wód, w okresie lata dla rekreacji, jak również jest zarybiany dla wędkarzy. W 2003 obiekt nie wykazywał wysokiego poziomu zanieczyszczenia wody. 

## Przyroda
W wodach zbiornika zaznacza się systematycznie rozwijający się proces eutrofizacji, z masowymi zakwitami glonów w okresie wiosennym. Dominują wówczas sinice (Microcystis viridis), zielenice (Scenedesmus quadricauda, Pediastrum ehrenbergii, Pediastrum duplex), bruzdnice (Ceratium hirudinella) oraz okrzemki (Nitschia palea, Navicula cryptocephala). W planktonie frakcja zwierzęca była w znacznej mniejszości i była charakterystyczna dla typowych wód jeziornych. Reprezentowana była przez dafnie i Bosmina (wioślarki), oczlika oraz wrotki Keratella i Synchaeta.
Występujące tu ssaki reprezentuje wydra.

## Wędkarstwo
Zbiornik zarządzany jest przez Okręg PZW w Kaliszu, koło Sośni. Występują tu m.in.: amur, karp, lin i karaś pospolity.